# NGC 396
NGC 396 je galaksija u zviježđu Ribe.

## Vanjske poveznice
- SEDS: NGC 396